# Emil Olson

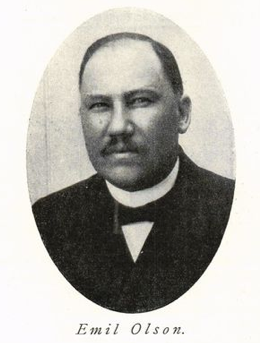
Emil Olson.

Johan Emil Olson, född 9 juni 1876 i Brandstads socken i Malmöhus län, död 1 oktober 1937, var en svensk filolog.

## Biografi
Olson blev filosofie doktor och docent i nordiska språk i Lund 1904 och professor där 1917. Han var en stor kännare av fornsvenskan, speciellt äldre svensk språkhistoria. Utöver ett antal mindre avhandlingar och uppsatser skrev han Östgötalagens ljudlära (1904), Östgötalagens 1300-talsfragment (1911), Studier över pronominet Den (1911) och De appellativa substantivens bildning i fornsvenskan (1916). Han gav ut Utdrag ur Magnus Erikssons landslag (1909; ny upplaga 1917), Jacob Wallenbergs Min son på galejan (1921) samt Florez och Blanzeflor (1921). Åren 1919–1926 översatte han Snorre Sturlassons Konungasagor (3 band). Han gjorde ett omfattande arbete med Svenska Akademiens ordbok och var från 1929 huvudredaktör för Arkiv för nordisk filologi.

## Priser och utmärkelser
- 1927 – Letterstedtska priset för översättningen av Snorre Sturlassons Norges konungasagor